# Халилович, Мирсад
Мирсад Халилович (босн. Mirsad Halilović, 4 сентября 1983, Берхтесгаден, Бавария) — немецкий скелетонист боснийского происхождения, выступающий за сборную Германии с 2001 года. Участник зимних Олимпийских игр в Ванкувере, чемпион мира среди смешанных команд по бобслею и скелетону, обладатель Межконтинентального кубка, многократный призёр национальных первенств.

## Биография
Мирсад Халилович родился 4 сентября 1983 года в городе Берхтесгаден, федеральная земля Бавария. Активно заниматься скелетоном начал в возрасте семнадцати лет, в 2001 году прошёл отбор в национальную сборную и стал принимать участие в различных международных соревнованиях, в частности, дебютировал на этапах Кубка Европы. В ноябре 2004 года впервые поучаствовал в заездах взрослого Кубка мира, через год занял второе место на молодёжном национальном первенстве, ещё через год — четвёртое. Пробился в основной состав команды после успешного сезона 2008/09, в ходе которого одержал победу на четырёх этапах Межконтинентального кубка.
Благодаря череде удачных выступлений Халилович удостоился права защищать честь страны на зимних Олимпийских играх 2010 года в Ванкувере, без проблем прошёл квалификацию, однако в финальных заездах сумел добраться только до тринадцатой позиции. На чемпионате мира 2011 года в Кёнигсзее завоевал золотую медаль программы состязаний смешанных команд по бобслею и скелетону, а после завершения всех кубковых этапов расположился в мировом рейтинге сильнейших скелетонистов на шестой строке, и это пока лучший его результат на данных соревнованиях.
Сезон 2011/12 начался для Мирсада Халиловича с аварии, в результате которой он серьёзно повредил руку и вынужден был на пять недель отказаться от участия в каких-либо соревнованиях. Пропустил большинство крупных турниров, но, несмотря на это, стал обладателем Межконтинентального кубка, одержав победу на семи этапах из восьми. Ныне живёт в городе Кёнигсзее, где тренируется под руководством Бернхарда Лемана. Помимо занятий санным спортом также служит офицером полиции.